# Boroboro-Wasserfall
Der Boroboro-Wasserfall (japanisch 母衣暮露滝 Boroboro no taki oder 母衣暮露滝 Boroborodaki) liegt in Yoshinogawa in der japanischen Präfektur Tokushima. Er befindet sich am Oberlauf des Kawata (川田川). Dieser fließt zunächst nach Osten und dann in einem Bogen nach Norden, wo er in den Yoshino mündet. Letzterer fließt schließlich im Osten Shikokus in die Seto-Inlandsee. Der Boroboro-Wasserfall hat eine Fallhöhe von etwa 30 m. An seinem Fuß wurde eine Statue der buddhistischen Gottheit Fudō Myōō errichtet und im Frühjahr blühen in der Umgebung Azaleen. Eine Straße führt von der Präfekturstraße 250 nach Südwesten bis zum Wasserfall.
Der Wasserfall ist auf Gemeindeebene als Landschaftlich Schöner Ort ausgewiesen. Ein weiterer ausgewiesener Ort ist der Suijin-Wasserfall (水神の滝 Suijin no taki). Weitere Wasserfälle in der Präfektur sind zudem der Amagoi-Wasserfall, der Naru-Wasserfall und die Todoroki-Kujūku-Wasserfälle.